# تروي فنسنت
تروي فنسنت (بالإنجليزية: Troy Vincent)‏ هو لاعب كرة قدم أمريكية أمريكي، ولد في 8 يونيو 1970 في ترنتون في الولايات المتحدة.

## وصلات خارجية
- الموقع الرسمي
- تروي فنسنت على موقع مرجع كرة القدم المحترفة.كوم (الإنجليزية)
- تروي فنسنت على موقع إن إن دي بي (الإنجليزية)